# Teen Angel (píseň)
Teen Angel je píseň, z oblasti teenage tragedy, kterou napsala Jean Dinning se svým manželem Redem Surreyem a nazpíval ji Jeanin bratr Mark Dinning. Vydána byla v říjnu 1959.
Skladba nezaznamenala okamžitý úspěch, některé rozhlasové stanice v USA ji odmítaly hrát jako příliš smutnou. I přes tato odmítání se píseň v hitparádách dostávala na stále vyšší příčky; na konci roku 1959 se dostala ze 100. na 50. místo Billboard Hot 100. V únoru 1960 se v tomto žebříčku dostala na 1. místo a v UK Singles Chart na 37. místo (přestože se nesměla hrát na BBC). Billboard ji označil za 5. nejlepší píseň roku 1960.

## Příběh
Píseň vypráví o dívce a jejím příteli (jenž je vypravěčem), kteří se vydají na společnou jízdu. Poté, co se jejich vůz zastavil na železniční trati, kam má přijet vlak, je dívka přítelem odtáhnuta do bezpečí., ale následně běží zpět do auta a při srážce je zabita. Po jejím vytáhnutí z vozu je na její ruce nalezen vypravěčův prsten, který byl zřejmě důvodem, proč běžela zpět. Poslední sloka písně končí slovy: „I'll never kiss your lips again, they buried you today“. („Už nikdy nepolíbím tvé rty, dnes tě pohřbili“). Na závěr se objevuje coda se slovy: „Answer me, please“ („Prosím, odpověz mi“).

## Další verze
Britští umělci Alex Murray a Garry Mills v únoru 1960, každý zvlášť, přezpívali „Teen Angel“, jejich verze se ale do hitparád nedostaly.
- Ke konci roku 1960 vydal Rolf Harris parodi, s pozměněnými slovy, nazvanou „Tame Eagle“.
- Americká rock and rollová skupina Sha Na Na tuto píseň předvedla v roce 1969 na festivalu Woodstock.
- V&nbso;roce 1974 vydala svou verzi kanadská skupina Wednesday; v této verzi chlapec poté, co přišel o svou dívku, umírá stejným způsobem jako dívka v původní verzi (a vypravěče tvoří skupina chlapcových přátel). Tato verze se dostala na 79. místo amerického žebříčku [4] a na 16. místo v Kanadě.[5]
- Steve Goodman zařadil „Teen Angel“ do směsi se skladbami „Tell Laura I Love Her“ a „Laurie (Strange Things Happen)“.[6]

## Ostatní použití
Původní Dinningova nahrávka byla použita ve filmu American Graffiti z roku 1973 (odehrávajícího se roku 1962); jako typická píseň své doby se dostala na řadu kompilačních alb, jako je například Teenage Tragedies z roku 1984.
Na tuto píseň se odkazuje ve skladbě „Gone for Good“ skupiny the Shins.

## Umístění v hitparádách

### Týdenní žebříčky
| Žebříček (1959-60)     | Nejvyšší umístění |
| ---------------------- | ----------------- |
| U.S. Billboard Hot 100 | 1                 |

### Dlouhodobé žebříčky
| Žebříček (1960)      | Umístění |
| -------------------- | -------- |
| Itálie               | 60       |
| US Billboard Hot 100 | 469      |